# کریستوفر کاستیل
کریستوفر کاستیا (انگلیسی: Christopher Castile؛ زادهٔ ۱۵ ژوئن ۱۹۸۰) یک هنرپیشه اهل ایالات متحده آمریکا است. وی بین سال‌های ۱۹۹۰ تا ۱۹۹۸ میلادی فعالیت می‌کرد.